# Mathilde Gabriel-Péri
Mathilde Rose Thérèse Gabriel-Péri (7 de junho de 1902 - 16 de dezembro de 1981) foi uma política francesa. Ela foi eleita para a Assembleia Nacional em 1945 como uma do primeiro grupo de mulheres francesas no parlamento. Ela serviu na Assembleia Nacional até 1958.
Após a libertação da França, Gabriel-Péri foi nomeada para a Assembleia Consultiva Provisória em 1944. Posteriormente, ela foi candidata do Partido Comunista Francês (PCF) no departamento de Seine-et-Oise nas eleições de 1945 para a Assembleia Nacional. Candidata em primeiro lugar na lista do PCF, foi eleita para o parlamento, tornando-se numa das primeiras mulheres da Assembleia Nacional. Após ser eleita, tornou-se membro da Comissão de Pensões Civis e Militares, da Comissão das Vítimas de Guerra e Repressão e da Comissão de Abastecimento. Ela foi reeleita nas eleições de julho de 1946 e nomeada jurada da Suprema Corte em julho. Reeleita novamente nas eleições de novembro de 1946, ela foi nomeada juíza titular em março de 1947.
Gabriel-Péri posteriormente aposentou-se da política e morreu na área de Boulogne-Billancourt em Paris, em 1981.